# Partido Republicano Progresista (España, 1880)
El Partido Republicano Progresista fue un partido político español de ideología republicana que estuvo activo en la época de la Restauración. Su fundador y líder principal fue Manuel Ruiz Zorrilla. 

## Historia
El Partido Republicano Progresista estuvo muy vinculado a la figura de Manuel Ruiz Zorrilla, si bien este dirigió el partido casi siempre desde el exilio. Tras la Restauración de la monarquía en 1874, Ruiz Zorrilla se unió a Nicolás Salmerón para fundar el Partido Reformista Republicano en 1876. Sin embargo, las diferencias en cuanto a la táctica política llevaron a Ruiz Zorrilla a fundar en 1880 su propio partido, el Republicano Progresista. La formación se distinguió por sus planteamientos unitarios, apuestos a la descentralización por la que abogaban los republicanos federalistas.
Durante el resto de la vida de Ruiz Zorrilla, el partido se volcó en la táctica del insurreccionalismo, apoyando diversas intentonas civiles y militares para derribar el régimen de la Restauración. Todas ellas fracasaron, y el partido fue abandonado sucesivamente por algunas de las personalidades que lo formaron, como Cristino Martos, Montero Ríos y José Canalejas, quienes rompieron con la agrupación en 1881 para integrarse en el campo monárquico. En 1887 un sector de la formación capitaneado por Nicolás Salmerón, partidario de la oposición legal a la monarquía, se escindió y formó el Partido Republicano Centralista. A pesar de ello, durante las décadas de 1880 y 1890 continuó siendo el principal grupo republicano junto al Partido Republicano Democrático Federal que seguía a Pi y Margall. 
Más allá de los fracasos insurreccionales, el partido contó con importantes medios de prensa como El Porvenir, El Progreso y El País, que estuvieron entre los de mayor difusión de su época. Desde ellos, se defendieron posturas de oposición a ultranza contra la monarquía, de crítica contra el régimen parlamentario y censura de la corrupción política y el falseamiento electoral por los gobiernos de la Restauración.
A la muerte de Ruiz Zorrilla en 1895, el partido quedó sumido en una grave crisis interna, pero sobrevivió, dirigido por José María Esquerdo. En 1903 buena parte los miembros del partido, Alejandro Lerroux entre otros, se integraron en Unión Republicana. Solo los progresistas fieles a las tesis de Esquerdo rechazaron unirse a Unión Republicana. Tras la muerte del doctor Esquerdo, en junio de 1912, el partido se disolvió y su militancia optó por integrarse en el Partido Reformista de Melquíades Álvarez y Gumersindo de Azcárate.

## Base social
Es difícil estimar la extensión del republicanismo progresista en España. En una entrevista concedida al diario Standard de Londres en 1885, Ruiz Zorrilla afirmaba que su agrupación contaba "con 1300 comités repartidos por España". Algunos estudios recientes muestran que, en efecto, esta agrupación tenía una presencia muy considerable en provincias como Madrid, Jaén, Ciudad Real, Castellón, Córdoba o Granada.